# Malenka
Malenka o Malenka, la sobrina del vampiro és una pel·lícula de terror hispano-italiana del 1969 escrita i dirigida per Amando de Ossorio; va ser la seva primera pel·lícula de terror.
Fou una de les primeres pel·lícules de vampirs d'Espanya, ies va inspirar en pel·lícules de vampirs italianes i britàniques de temàtica similar que s'estrenaven durant el mateix període, com The Fearless Vampire Killers. S'ha acreditat com "la imatge de 1969 que va llançar el clau final al fèretre cinematogràfic de la bomba sexual de l'era Anita Ekberg", a més de ser "un dels exemples gòtics més originals del terror espanyol".

## Argument
La bella i virginal Sylvia (Anita Ekberg) s'alegra de descobrir que no sols ha heretat el títol noble de comtessa, sinó que també ha heretat un castell situat al país. Truca emocionada al seu promès, el doctor Piero Luciani (Gianni Medici), per dir-li que viatjarà per veure el castell. Un cop allà, s'atura a una fonda local per prendre una copa, on anuncia la seva destinació i relació amb els habitants del castell; això horroritza els ciutadans. Desil·lusionada per les seves reaccions, Sylvia arriba al castell i coneix el seu oncle, el comte Walbrooke (Julián Ugarte), i es queda a dormir. Més tard la desperta la serventa Blinka (Adriana Ambesi), que l'adverteix que Walbrooke és un vampir centenari que vol el seu mal. Els intents de Blinka de treure Sylvia del llit i del castell són interromputs per Walbrooke, que la porta a una altra habitació i l'assota. Sylvia li prega que es detingui, només perquè Walbrooke reveli que la mateixa Blinka també és un vampir.
L'endemà al matí, Sylvia intenta marxar, però és convençuda de quedar-se després que Walbrooke li parli de la seva tia Malenka, que va ser cremada a la foguera per ser una bruixa. Convenç Sylvia que la família està maleïda i que, per la seva forta semblança amb Malenka, emparellada amb els seus llaços amb la família, Sylvia també està maleïda. A més, Sylvia ha de romandre al castell i quedar-se soltera, en cas contrari la maledicció empitjorarà i afectarà els que l'envolten. Com a resultat, Sylvia trenca el seu compromís amb Piero, que decideix viatjar al castell preocupat per Sylvia. Quan arriba a la mateixa fonda que Sylvia va visitar anteriorment a la pel·lícula, Piero coneix els esdeveniments per Brugard (Juanita Ramírez), una de les cambreres de la fonda. Després viatja al castell, amb la intenció d'aturar que Walbrooke converteixi Sylvia en vampir. El "joc de vampirs" de l'oncle resulta ser un engany que fa servir per tornar boja la seva neboda.

## Repartimentt
- Anita Ekberg - Malenka/Sylvia Morel
- Gianni Medici - Dr. Piero Luciani
- Diana Lorys - Bertha Zemis
- Rosanna Yanni - Freya Zemis
- César Benet - Max
- Carlos Casaravilla - Dr. Horbinger
- Fernando Bilbao - Vladis el cotxer
- Paul Muller - Dr. Albert
- Adriana Santucci - Donzella del comte
- Aurelia Treviño - Dona de la vila
- Juanita Ramírez - Brugard
- Adriana Ambesi - Blinka
- Julián Ugarte - Oncle/Comte Walbrooke
- Keith Kendal - Home

## Producció
Julián Ugarte va interpretar a l'oncle vampir, el comte Walbrooke, després de sortir de vampir al clàssic La marca del hombre lobo (1968) de Paul Naschy. Inicialment se li va proposar a Boris Karloff que protagonitzés la pel·lícula, però finalment va rebutjar el paper després de disputes contractuals i va morir abans que es completés la pel·lícula.
La partitura musical de Carlo Savina (més tard director musical de pel·lícules com El padrí i Amarcord) va ser reutilitzada a la pel·lícula de terror de baix pressupost La notte dei dannati de 1971.
Es va afegir un final sobrenatural alternatiu a la versió en anglès de la pel·lícula, en què l'oncle es desintegra en un esquelet al final, indicant aparentment que realment era un vampir i contradiu la resta de la pel·lícula.

## Estrena
Malenka fou estrenada a Espanya el 3 d'agost de 1969.
En el seu llançament, els productors van oferir "atenció psiquiàtrica gratuïta" a qualsevol persona pertorbada per Malenka o per qualsevol de les altres dues pel·lícules que projectaven, Operaziona paura i La lama nel corpo.